# Валентин (Міщук)
Митрополи́т Валенти́н (Тимофій Ада́мович Міщу́к; 14 жовтня 1940, Брест, Білорусь) — єпископ Російської православної церкви; митрополит Оренбурзький та Саракташський, голова Оренбурзької митрополії. 

## Життєпис
1957 – поступив до 1-ї кляси Мінської духовної семінарії. 
1958—1962 – відбував службу у большевицькій армії. 
1962 – звільнений у запас, деякий час працював шофером автоколони. 
1963 – вступив до 2-ї кляси Московської духовної семінарії. 
1966 – закінчив семінарію по першому розряду і поступив на 1-й курс Московської духовної академії. 
30 березня 1969 – пострижений в ченці з іменем Валентин на честь святого мученика Валентина (пам’ять— 24 квітня). 
20 квітня 1969 – рукопокладений в ієродиякона, 18 липня 1969 — в ієромонаха. 
1970 – закінчив МДА зі ступенем кандидата богослов’я за твір по катедрі Візантології на тему «Святитель Григорій Палама та Миколай Кавасіла (огляд життя і праць)».
28 серпня 1971 – зведений в сан ігумена. 
1975 – призначений відповідальний за прийом іноземних гостей у Троїцько-Сергієвій лаврі та в МДА. 
20 липня 1976 – зведений в сан архімандрита. 

### Архієрейство
25 липня 1976 – хіротонія в єпископа Уфимського та Стерлітамакського. 
16 листопада 1979 – призначений єпископом Звенигородським, вікарієм Московської єпархії – представником російської православної церкви при патріарху Антіохийському. 
26 квітня 1985 — єпископ Тамбовський та Мічуринський. 
12 травня 1987 — єпископ Володимирський та Суздальський. 
30 грудня 1988 – зведений в сан архієпископа. 
27 жовтня 1990 — архієпископ Корсунський. Єпархію не прийняв через опозицію його призначенню. 
18 лютого 1992 — архієпископ Гродненський та Волковиський. 
26 лютого 1994 — архієпископ Бакинський, вікарій Ставропольської єпархії та ректор Ставропольської духовної семінарії. 
17 липня 1995 – на покої з офіційним мотивуванням: «різке падіння дисципліни у Ставропольській ДС», яке призвело до того, що «семінаристи голодали». 
19 липня 1999 – призначений архієпископом Оренбурзьким та Бузулукським. 
25 лютого 2004 – зведений в сан митрополита.
5 жовтня 2011 – у зв’язку з утворенням Бузулукської та Орської єпархій титул змінено на Оренбурзький та Саракташський. 6 жовтня 2011 — голова новоутвореної Оренбурзької митрополії.
26 грудня 2012 призначений ректором Оренбурзької духовної семінарії.

## Нагороди
- Орден дружби — За досягнуті трудові успіхи та багаторічну роботу, активну громадську діяльність[3]
- Орден преподобного Сергія Радонезького ІІ ступеню (РПЦ, 1983) — до 30-ти річчя представництва у Дамаску
- Орден князя Данила Московського ІІ ступеню (2000) — до 60-річчя від дня народження

Помісних православних церков:
- Орден Митрополита Гор Лівійских (1981)
- Два Ордена апостолів Петра та Павла (Антіохійська православна церква), 1985)
- Орден Єрусалимської церкви (1991)